# 兴文街道
兴文街道，原兴文镇，是中华人民共和国四川省巴中市巴州区下辖的一个街道办事处。

## 行政区划
兴文街道下辖以下村级行政区划单位：
兴新社区、东锦社区、黄楝社区、狮子社区、关公社区、牛角社区、五谷社区、文丛社区、中山社区、中营村、红花村、灵龙村、九寨村、文村坝村、观音桥村、青龙村。